# Kurt von Miaskowski
Karl Woldemar Kurt von Miaskowski (* 1. Oktober 1869 in Riga; † 18. Oktober 1934 in Leipzig) war ein deutscher Jurist in der Funktion eines Landgerichtspräsidenten.

## Leben
Kurt von Miaskowski entstammte einem deutschbaltischen Adelsgeschlecht und war ein Sohn des Nationalökonomen August von Miaskowski (1838–1899). Seine Schwester Ina († 1919) war die Mutter des Publizisten Axel Eggebrecht; der russische Komponist Nikolai Mjaskowski ein Cousin zweiten Grades. Ab 1884 hielt sich von Miaskowski einige Zeit in Basel auf und lernte dort Friedrich Nietzsche kennen. Nach dem Studium der Rechts- und Staatswissenschaften durchlief er den Vorbereitungsdienst und legte 1898 die Richterprüfung ab. 1902 wurde er Landrichter in Leipzig und 1909 Landgerichtsrat, 1920 erfolgte seine Beförderung zum Landgerichtsdirektor. Als solcher wurde er 1930 Mitglied der NSDAP und Mitglied des Bundes Nationalsozialistischer Deutscher Juristen, in dem er die Funktion des Gauführers Sachsen innehatte. Zum 1. Mai 1933 wurde er zum Landgerichtspräsident in Chemnitz ernannt. Am 1. Februar 1934 wurde er in gleicher Funktion an das Landgericht Leipzig versetzt und durch den sächsischen Justizminister Thierack in das Amt eingeführt. Er galt als „ein Mann mit seltsamen Neigungen“ und „schied aber bald freiwillig aus dem Leben“.

## Schriften (Auswahl)
- Basler Jugenderinnerungen. In: Basler Jahrbuch, 1929, S. 78–137.
- Ein Leipziger erwacht: Wie ich Nationalsozialist wurde. In: Der Freiheitskampf vom 5. August 1930, S. 3.